# Loi sur la protection des renseignements personnels et les documents électroniques
Lire en ligne

Texte sur le site officiel : version française, version bilingue

La Loi sur la protection des renseignements personnels et les documents électroniques (LPRDE, en anglais : PIPEDA, abréviation de Personal Information Protection and Electronic Documents Act) est une loi fédérale canadienne encadrant le traitement des renseignements personnels obtenus au Canada. Cette loi mentionne qu'une organisation doit obtenir le consentement d'une personne afin que ses données personnelles soient récoltées, utilisées et/ou encore communiquées à une tierce partie dans leur activité commerciale. L'organisation qui obtiendra l'accord, devra spécifier l'utilisation des données personnelles et ne devra pas en déroger dans l'utilisation. Faute de quoi, l'organisation devra refaire une demande auprès des personnes concernées en leur mentionnant la nouvelle utilisation des données. De plus, la loi contient différentes dispositions qui s'appliquent à l'usage des documents électroniques.
On entend par renseignement personnel ce peut être défini comme étant une donnée qui permet d'identifier quelqu'un d'une manière ou d'une autre.
L'individu a le droit de contester ou encore de faire une demande de changement sur ses données personnelles si une erreur s'est glissée ou encore si une mise à jour doit être faite.
Un individu a le droit de déposer une plainte s'il croit que l'organisation a commis une fraude. La plainte peut se faire soit directement à l'organisation en question ou encore au Commissariat à la protection de la vie privée du Canada.
La LPRDE est entrée en vigueur le 13 avril 2000. Elle a pour but d'augmenter la confiance des consommateurs envers le commerce électronique. Elle visait aussi à rassurer l'Union européenne en établissant une loi canadienne sur les renseignements personnels suffisamment forte pour protéger les données obtenues de citoyens européens.

## Insuffisances de la loi
En 2024, toutefois, cette loi montre de graves insuffisances. Dans son rapport sur la LPRPDE, déposé le 6 juin 2013, la commissaire à la protection de la vie privée du Canada, Jennifer Stoddart, insiste sur la nécessité de revoir les lois actuelles afin de faire face aux problèmes posés par le numérique. En 2020, des travaux conjoints du Commissariat à la protection de la vie privée et de chercheurs canadiens ont également affirmé, sur la base d'une consultation publique, que la loi était insuffisante, notamment en raison de l'intelligence artificielle.
Elle s'inquiète également des reculs amenés par le projet de loi C-12, qui pourrait « élargir les motifs permettant à un organisme fédéral d’entrer dans l’intimité des Canadiens ».

## Mise en cause de l'accord avec l'UE
En janvier 2014, à la suite des révélations d'Edward Snowden sur les pratiques conjointes d'espionnage auxquelles s'est livré le Centre de la sécurité des télécommunications Canada avec la NSA et les trois autres membres du groupe des Five eyes, un rapport de l'Union européenne demande le rappel de l'accord de partage des renseignements personnels avec le Canada.